# Amén!
Amén! es el quinto álbum de estudio de Attaque 77, editado en 1995.

## Grabación
Este es el segundo disco de Attaque 77 grabado para RCA y BMG, y al igual que «Todo está al revés» muestra un sonido agresivo, de gran velocidad y aceleración. La canción que da título al disco es «San Fermín», cuya letra se expresa en contra del maltrato hacia los animales, en este caso hacia los toros.[cita requerida]
Las canciones «Ya sé», «Muerta» —cuyo título original era «Ella está muerta»— y «Ella» formaban parte de las primeras composiciones del grupo.[cita requerida]
Además en el álbum hay una versión en castellano de «Redemption Song», de Bob Marley. «Ahora se nos abrió la cabeza, pero siempre fuimos fanáticos de Marley y en la sala de ensayo sacábamos cosas en ese estilo, pero no nos animábamos a tocarlas en vivo»,  reconoció Luciano Scaglione, bajista de la banda.[cita requerida]
El disco incluye además una versión en castellano de la canción «Fabrica», de la banda brasileña Legião Urbana y una de «Born to lose» de Johnny Thunders and The Heartbreakers, retitulada «Nací para perder» en castellano.[cita requerida]
Se realizaron videoclips de tres temas de Amén!: «San Fermín», «El gran chaparral» —en vivo— y «Tres pájaros negros».[cita requerida]

## Canciones
| #  | Canción             | Intérprete original y/o compositores        | Duración |
| -- | ------------------- | ------------------------------------------- | -------- |
| 1  | Ya sé               | Caffieri                                    | 02:09    |
| 2  | 2 de abril          | Ciro Pertusi, Martínez, Scaglione, De Cecco | 04:35    |
| 3  | Santiago            | Ciro Pertusi                                | 02:59    |
| 4  | El gran chaparral   | Ciro Pertusi, Martínez, Scaglione, De Cecco | 02:55    |
| 5  | El perro            | Ciro Pertusi                                | 02:40    |
| 6  | Degeí               | Ciro Pertusi, Martínez                      | 03:04    |
| 7  | Muerta              | Ciro Pertusi                                | 02:02    |
| 8  | Redemption Song     | Bob Marley                                  | 03:04    |
| 9  | San Fermín          | Ciro Pertusi                                | 02:54    |
| 10 | Ella                | Leiva, Caffieri, Martínez                   | 03:44    |
| 11 | Francotirador       | Ciro Pertusi, Martínez, Scaglione, De Cecco | 02:57    |
| 12 | Páginas pegadas     | Ciro Pertusi, Scaglione                     | 02:49    |
| 13 | Fábrica             | Renato Russo                                | 04:01    |
| 14 | Tres pájaros negros | Ciro Pertusi                                | 04:49    |
| 15 | Nací para perder    | Johnny Thunders                             | 03:23    |
| 16 | Ya me aburrí        | Ciro Pertusi                                | 04:46    |

## Miembros
- Ciro Pertusi: Voz líder y guitarra rítmica.
- Mariano Martínez: Guitarra líder, coros y voz.
- Luciano Scaglione: Bajo y coros.
- Leo De Cecco: Batería.

## Músicos invitados
- Sergio Rotman: Saxo en «Degeí».
- Daniel Lozano: Trompeta en «San Fermín».
- Diego Blanco: Teclados.